# برهانية دسوقية شاذلية
الطريقة البرهانية الدسوقية الشـاذلية هي طريقة الشيخ محمد عثمان عبده البرهاني الممزوجة بين البرهانية نسبتا الى الشيخ محمد عثمان البرهاني والدسوقية نسبتا الى الشيخ ابراهيم القرشي الدسوقي والشاذلية نسبتا الى الشيخ ابو الحسن الشاذلي ،  فهي الطريقة الممزوجة {الدسوقية الشاذلية}، وقد ظهرت على يد الشيخ محمد عثمان عبده البرهاني المكنى بفخر الدين طريقةً والمالكي مذهباً والسودانى مولدا والتي تم احيائها على يد الشيخ عبدالباقي المكاشفي والشيخ ابي صالح الطيبي قريب الله تم احيائها على يد الشيخ المكاشفي وتم دخول الشيخ محمد عثمان البرهاني الخلوة وباشره الشيخ قريب الله وتم المتابعة عليه الشيخ عبدالرحيم البرعي حتى تم الفتح الرباني وتم اخذ العهد على احياء الطريقة البرهانية من جديد والشيخ محمد  ينتهى نسبه إلى رسول الله من ناحية ام جدته، وتم نشرها في أرجاء المعمورة، وفي انحاء العالم بالاستعانه بالشيخ يوسف احمد جمال - في الكويت القادري طريقتا والمالكي مذهبا فتم احياء الطريقة في انحاء العالم والخليج العربي وتم المباشرة من قبل حفيده الشيخ بدر احمد الشيخ يوسف احمد جمال المكنى بمحمد بدر الدين القادري الحسيني  وقد استمرت الطريقة على يد ابن الشيخ محمد  الشيخ إبراهيم محمد عثمان عبده خليفته ووريثه ثم الشيخ محمد إبراهيم من بعده، يجتمع المريدون في الحولية السنوية التي يحييها شيخ الطريقة محمد إبراهيم محمد عثمان عبده وبعد ممات الشيخ محمد عثمان عبده البرهاني تم بناء المقام على يد الشيخ يوسف احمد جمال الحسيني وتم طباعة كتب الاوراد الخاصة بالطريقة على يد الشيخ يوسف وحفيده الحالي الشيخ بدر احمد الذي هو شيخ الطريقة القادرية المكاشفية في الخليج العربي والخليفة للشيخ الغوث الفرد الجامع الكبير الشيخ الفاتح الشيخ الجيلي الشيخ عبدالباقي عمر احمد المكاشفي .